# Lista de representantes permanentes da Ucrânia nas Nações Unidas
Esta é uma lista de representantes permanentes da Ucrânia, ou outros chefes de missão, junto da Organização das Nações Unidas em Nova Iorque.
A Ucrânia foi um dos Estados fundadores das Nações Unidas e é membro desde 24 de outubro de 1945.
| Entidade       | Início | Término | Representante permanente (Chefe de missão) | Cargo                        | Credenciais |
| -------------- | ------ | ------- | ------------------------------------------ | ---------------------------- | ----------- |
| RSS da Ucrânia | 1945   | 1952    | Dmitri Manuilski                           | Chefe da delegação           |             |
| RSS da Ucrânia | 1952   | 1954    | Anatoliy Baranovsky                        | Chefe da delegação           |             |
| RSS da Ucrânia | 1954   | 1958    | Luka Palamarchuk                           | Chefe da delegação           |             |
| RSS da Ucrânia | 1958   | 1961    | Petro Udovychenko                          | Representante permanente     |             |
| RSS da Ucrânia | 1961   | 1964    | Luka Kyzya                                 | Representante permanente     |             |
| RSS da Ucrânia | 1964   | 1968    | Serhiy Shevchenko                          | Representante permanente     |             |
| RSS da Ucrânia | 1968   | 1973    | Mykhailo Polyanychko                       | Representante permanente     |             |
| RSS da Ucrânia | 1973   | 1979    | Volodymyr Martynenko                       | Representante permanente     |             |
| RSS da Ucrânia | 1979   | 1984    | Volodymyr Kravets                          | Representante permanente     |             |
| RSS da Ucrânia | 1984   | 1991    | Hennadiy Udovenko                          | Representante permanente     |             |
| Ucrânia        | 1991   | 1992    | Hennadiy Udovenko                          | Representante permanente     | -           |
| Ucrânia        | 1992   | 1993    | Victor Batiuk                              | Representante permanente     |             |
| Ucrânia        | 1994   | 1994    | Borys Hudyma                               | Encarregado de negócios a.i. | -           |
| Ucrânia        | 1994   | 1997    | Anatoliy Zlenko                            | Representante permanente     |             |
| Ucrânia        | 1997   | 2001    | Volodymyr Yelchenko                        | Representante permanente     | 1997-11-14  |
| Ucrânia        | 2001   | 2006    | Valeriy Kuchinsky                          | Representante permanente     | 2001-09-12  |
| Ucrânia        | 2006   | 2007    | Viktor Kryzhanivsky                        | Encarregado de negócios a.i. | -           |
| Ucrânia        | 2007   | 2015    | Yuriy Sergeev                              | Representante permanente     | 2007-05-15  |
| Ucrânia        | 2015   | 2019    | Volodymyr Yelchenko                        | Representante permanente     | 2016-01-04  |
| Ucrânia        | 2019   | atual   | Serhiy Kyslytsya                           | Representante permanente     | 2020-02-20  |